# Beasley, Texas
Beasley là một thành phố thuộc quận Fort Bend, tiểu bang Texas, Hoa Kỳ. Năm 2010, dân số của xã này là 641 người.

## Dân số
- Dân số năm 2000: 590 người.
- Dân số năm 2010: 641 người.